# Послеобеденный отдых в Орнане
«Послеобеденный отдых в Орнане» (фр. L'Après-dînée à Ornans) — картина французского художника-реалиста Гюстава Курбе, написанная в зимний период 1848—1849 годов в Орнане. Хранится во Дворце изящных искусств Лилля.

## История
Картина написана зимой 1848-1849 гг., когда Курбе вернулся в Орнан после пребывания в Париже. Изначально он назвал работу «После обеда в Орнане». Эта картина — первый большой «реалистичный» формат, с помощью которого Курбе бросил вызов академической живописи. Под реализмом здесь понимаются «эффекты реального», которые опираются на сцены повседневной жизни с заявленным документальным аспектом.
Курбе, описывая сцену в пояснительной записке Парижского салона в июне 1849 г., писал:
Это было в ноябре, мы были у нашего друга Куэно, Марлет возвращался с охоты, и мы наняли Промайета, чтобы он играл на скрипке перед моим отцом.
писал Курбе описывая сцену в пояснительной записке ярмарке в июне 1849 г. в  во время которого он представлен. 
Картина привлекала много внимания, и вызывала критику, в частности Энгра, Эжена Делакруа и Теофила Готье  . По своим размерам и фактуре (персонажи написаны почти в натуральную величину) работа берет на себя условности исторической живописи, но сцена поражает своей незначительностью, ежедневной банальностью. Однако картина принесла Курбе долю известности и признания — она получила медаль второго класса и была куплена государством за 1500 франков.

## Символизм
На картине изображен скрипач Альфонс Промайе, играющий для Реджиса Курбе, отца художника, и двух друзей Курбе, Огюста Марле (сзади, который зажигает свою трубку) и Урбена Куэно.

## Контекст
Курбе написал один из своих дней в Орнане, месте где он родился. Без самодовольства и реализма он представляет свою семью и друзей. «Ужин» - это время обеда, а не ужина.

## Анализ

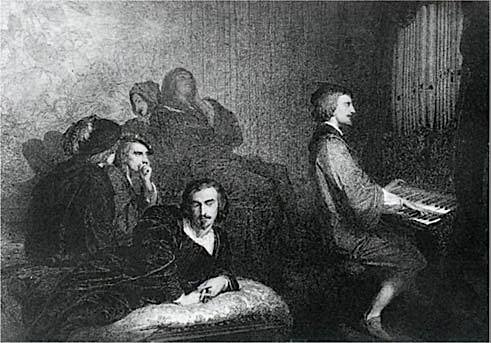
Эйм де Лемуд, мастер Вольфрейн (1838), литография.

Изобразив сцену повседневной жизни в картине с размерами, обычно отведенными для исторической живописи, предполагается, что Курбе, пылкий республиканец, хотел показать, что каждый имеет свое место в этом виде работы  .
Художник, возможно, был вдохновлен Призванием святого Матфея Караваджо . Курбе также часто копировал работы Франсиско де Сурбарана или Веласкеса в Лувре .
Другим источником вдохновения, может считаться литография Эме Лемю опубликованная в 1838 году, Мастер Вольфрейн, сцены из рассказа Гофмана, Der Kampf дер Sanger, популярного в середине богемской публики Парижа .